# Hans-Josef Bost
Hans-Josef Bost (* 24. Mai 1916 in Quierschied; † 14. Dezember 1989) war ein deutscher Politiker (CDU).

## Leben und Beruf
Nach dem Besuch der Volksschule und des Gymnasiums studierte er Philosophie. Nach Kriegsdienst und Kriegsgefangenschaft war er als Redakteur und beim Bundesministerium für Arbeit und Sozialordnung tätig. Bost gehörte seit 1946 der CDU an und war Mitbegründer der hessischen CDU.
Er war verheiratet und hatte vier Kinder.

## Abgeordneter
Vom 24. Juli 1966 bis zum 27. Mai 1975 war Bost Mitglied des Landtags des Landes Nordrhein-Westfalen. Er wurde jeweils im Wahlkreis 022 Bonn-Land II direkt gewählt.
Von 1952 bis 1969 war er Mitglied des Gemeinderates Duisdorf und von 1961 bis 1964 Bürgermeister und Mitglied der Amtsvertretung Duisdorf.
Ab 1961 war er Mitglied des Kreistages des Landkreises Bonn.

## Öffentliche Ämter
Von Oktober 1964 bis Juli 1969 war er Landrat des Landkreises Bonn.

## Sonstiges
Am 5. Mai 1975 wurde ihm das Bundesverdienstkreuz I. Klasse verliehen.